# Возвращение Атлантиды
«Возвращение Атлантиды» (англ. The Rise of Atlantis™) — компьютерная казуальная игра в жанре три в ряд, разработанная и изданная компанией Playrix Entertainment в 2007 году.
Игра «Возвращение Атлантиды» стала продолжением игры того же жанра «Тайны Атлантиды», выпущенной компанией Playrix в 2006 году. Заключительной частью трилогии про легендарный континент в 2008 году стала игра «Зов Атлантиды».
Помимо скачиваемых и онлайн версий для Windows, игра «Возвращение Атлантиды» доступна на платформах Mac и iPhone.

## Сюжет
Игроку предлагается совершить путешествие по Древней Греции, Вавилону, Карфагену, Египту и Римской империи для того, чтобы раскрыть тайну всех времен — исчезновение Атлантиды.

## Игровой процесс
Чтобы разгадать тайну исчезновения легендарного континента, игроку предстоит собрать 7 древних артефактов, разбитых на несколько маленьких частей. Для этого на каждом уровне необходимо провести кусочки артефактов до нижней границы игрового поля, объединяя под ними однотипные фишки по три и более в ряд.
В качестве помощи игроку предлагается воспользоваться бонусами:
- «Бомба». Уничтожает фишки в ограниченной зоне игрового поля.
- «Молния». Уничтожает однотипные фишки на всем игровом поле.
- «Солнечный заряд». Накапливается благодаря объединению четырех и более однотипных фишек. Чем больше однотипных фишек объединились, тем больше заряда уйдет с одной фишки.
- «Время». Замораживает таймер и позволяет продлить время игры.
- «Перемещение». Позволяет менять местами две любые фишки, за исключением кусочков артефактов.
- «Жизнь». Редкий бонус, при проведении которого вниз добавляется одна жизнь.

Каждый из бонусов можно найти на карте некоторых уровней. (Кроме «Солнечного заряда») Для того, чтобы получить этот бонус, нужно провести его к нижнему краю карты, откуда он и выпадет
В игре есть, помимо фишек и бонусов, некоторые трудности:
- Запечатанная фишка. Фишка, закованная в цепь, не может быть перемещена вручную, но падает вниз, если под ней были разбиты фишки. Для освобождения фишки с ней надо составить комбинацию. При этом фишка не выпадет с поля, и ее можно будет двигать.
- Дважды запечатанная фишка. Такую фишку надо освободить два раза, составив с ней комбинацию.
- Замороженная фишка. Как и запечатанная фишка, такая двигаться не может. Но если запечатанная фишка падает вниз, замороженная стоит на месте, так, при уничтожении фишек под ней, клетки будут пустыми. Для разморозки фишки составьте с ней комбинацию.
- Дважды замороженная фишка. Такую фишку надо освободить дважды, составив с ней комбинацию.
- Стена. Находится в самом низу карты и представляет собой несдвигаемый и неуничтожаемый барьер, через который не проходят кусочки артефактов и бонусы.
- Осколок. Представляет собой темно-серый камень, который не составляет комбинаций даже с другими осколками. Для того, чтобы от него избавиться, проведите его ко дну карты. Осколки появляются при втором и последующих прохождениях карты.
- Таймер не вечен, если время иссякнет до сбора всех артефактов на поле, вы потеряете жизнь, а ваши очки обнулятся. Таймер находится прямо под картой, представлен полосой, медленно утекающей влево.

## Особенности игры
- Сочетание жанров «три в ряд» и Hidden Object[неизвестный термин];
- Полноэкранный и оконный режим;
- 77 уровней с возможностью повторного прохождения игры;
- Поиск 7 магических артефактов в древних странах;
- Многочисленные бонусы;
- Красочная графика и анимация;
- Бесплатный 3D скринсейвер «Атлантида».

## Оценки и награды
- Лучшая казуальная игра 2007 года в России;[1]
- Результаты игры на Casualcharts[2].

## Рецензии и публикации
- Gamezebo: The Rise of Atlantis Review;
- Морфология игр: Возвращение Атлантиды: 7 артефактов.